# Privilegium maius

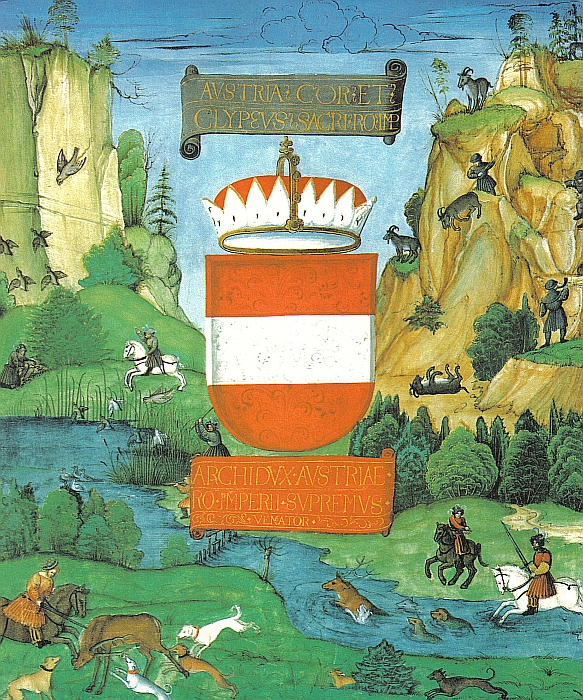
Detail titulní strany vydání Privilegia maius císaře Maxmiliána I. z roku 1512

Privilegium maius (Větší privilegium) byla zfalšovaná středověká listina, vytvořená na popud rakouského vévody Rudolfa IV. Habsburského v letech 1358–1359. Jednalo se o pozměněnou verzi tzv. Privilegia minus (Menší privilegium), vydaného císařem Fridrichem I. Barbarossou v roce 1156, který tímto dokumentem povýšil bývalou Východní marku (součást Bavorského vévodství) na samostatné vévodství. 
Privilegia popsaná v dokumentu měla velký vliv na rakouskou politickou scénu a vytvořila zvláštní vazby mezi rodem Habsburků a Rakouskem.

## Pozadí doby
Rod Habsburků získal vládu v Rakouském vévodství v roce 1282. Rudolf IV. (1339–1365) se snažil obnovit habsburský vliv na evropskou politiku budováním příbuzenských vztahů s císařem Karlem IV. a zvyšováním vážnosti rakouských panovníků. Nepatřil však mezi sedm kurfiřtů, říšských knížat s právem volit krále, jak ustanovil Karel IV. roku 1356 ve své Zlaté bule. Podobně jako Karel učinil Prahu centrem své vlády, snažil se Rudolf o totéž ve Vídni. Propůjčil městu zvláštní privilegia, započal velkolepé stavební plány a založil univerzitu. Toto vše mělo za cíl prestiž, legitimitu a vliv rodu a jeho rakouských zemí. Pro tento účel Rudolf objednal v zimě 1358/9 vytvoření dokumentu zvaného Privilegium maius. Smyslem nároků, které byly vepsány na různá místa původního textu, bylo postavit rakouské země na roveň kurfiřtstvím a učinit je téměř nezávislé na Říši.

## Obsah dokumentu
Privilegium maius se skládá z pěti podvržených dokumentů. Některé z nich dokonce měli vydat historické římské provincii Noricum (ležící na území dnešního Rakouska) Julius Caesar a Nero. Ačkoliv byl svazek pečlivě vytvořen podle původního dokumentu, jehož originál se v téže době „ztratil“, byl již současníky, např. Franceskem Petrarkou, označen jako podvrh.
Rudolf IV. v podvrženém dokumentu prohlásil rakouské země za arcivévodství, obdařené podobnými právy, jako měla říšská knížectví, v nichž vládli kurfiřti. Mezi tato privilegia patřilo například:
- nedělitelnost území;
- následnictví prvorozeného syna (primogenitura), později rozšířená Pragmatickou sankcí (1713) i na ženské potomky;
- nezávislé soudnictví a zákonodárná moc bez jakékoliv možnosti odvolání k císaři (privilegium de non evocando);
- povolení používat určité symboly vlády.

Rudolf též vytvořil titul Pfalzerzherzog (arcivévoda falcký), podobný titulu rýnského kurfiřta. První habsburský vládce, který skutečně titul arcivévoda používal, byl Arnošt Železný, který vládl ve Vnitřních Rakousích v letech 1406–1424. Od 15. století pak všechna knížata z habsburského rodu byla titulována jako arcivévodové (Erzherzöge).

## Důsledky
Císař Karel IV. odmítl Privilegium maius potvrdit. Avšak Fridrich III., který byl jako první Habsburk korunován v roce 1452 císařem, byl schopen sám sobě a svým potomkům udělit povolení užívat titul arcivévody, což později potvrdili i jeho následovníci Rudolf II. a Karel VI. To však nezahrnovalo právo volit římského krále. V roce 1519 si proto musel arcivévoda Karel I. půjčit značnou sumu peněz na to, aby mohl uplatit kurfiřty, a zabezpečit si tak svoji volbu králem.
Privilegium maius umožnilo habsburským arcivévodům postavení podobné králům, dávané v cizině najevo zvláštních odznaků moci. Habsburkové obdrželi nový základ pro svoji vládu v rakouských zemích. Rakousko a habsburský rod tak splynuly v jedno. Podvrh tedy nakonec znamenal úspěch. Rod potom v pozdějších dobách publikoval zvláštní vydání dokumentu a nepřipouštěl jakékoliv diskuse o jeho pravosti.
Dokument pozbyl svého významu v roce 1806, kdy zanikla Svatá říše římská. V roce 1852 Wilhelm Wattenbach prokázal, že se jedná o podvrh, a vytvořil označení Privilegium maius a Privilegium minus, aby oba dokumenty odlišil.